# Салгейру-ду-Кампу
Салгейру-ду-Кампу (порт. Salgueiro do Campo) — район (фрегезия) в Португалии, входит в округ Каштелу-Бранку. Является составной частью муниципалитета Каштелу-Бранку. По старому административному делению входил в провинцию Бейра-Байша. Входит в экономико-статистический субрегион Бейра-Интериор-Сул, который входит в Центральный регион. Население составляет 965 человек на 2001 год. Занимает площадь 30,41 км².